# مالکوم استادرد
مالکوم استادِرد (انگلیسی: Malcolm Stoddard؛ زادهٔ ۲۰ ژوئیهٔ ۱۹۴۸) کارگردان فیلم و بازیگر اهل بریتانیا است.
از فیلم‌ها یا مجموعه‌های تلویزیونی که وی در آن‌ها نقش داشته است، می‌توان به بازداشتگاه کلدیتز، اس‌اواس. تایتانیک، آکسبریج بلوز، شهر مرزی، قصه‌های جزیره، ساعت برنارد، پزشک‌ها، تپش قلب، آدمکشان میدسامر، جزیره گنج و هرچه دل بگوید… اشاره نمود.